# Coração (região histórica)

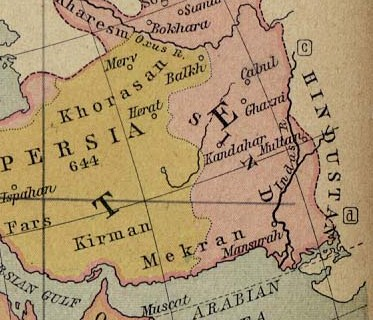
Mapa da antiga Pérsia mostrando Coração e algumas de suas principais cidades: Herate, Bactro e Marve

O Antigo ou Grande Coração (também Khorasan, Corasão, Corassã, Corassam e Coraçone; em persa: خراسان بزرگ or خراسان کهن, transliterado como Khorasan em muitas líguas europeias) é uma região histórica da Pérsia. Englobava partes dos atuais Irã, Afeganistão, Tajiquistão, Turcomenistão e Usbequistão.
Os limites geográficos de Coração, cujo nome em persa Khorasan significa "terra do oeste" ou "terra do sol", sempre foram imprecisos. Na época do Império Sassânida, Coração foi uma das quatro províncias do império e incluía, entre outros, os distritos de Nixapur e Tus (hoje no Irã), Bactro e Herate (hoje no Afeganistão), Marve (no Turcomenistão), e Bucara (no Usbequistão). Porém, no passado o nome chegou a ser usado para uma área maior no oeste da Pérsia (Irã), que se estendia do rio Oxo (Amu Dária) e Transoxiana ao norte até o mar Cáspio a oeste, passando pelos desertos do centro do Irã e Bamiã, no Indocuche. Geógrafos árabes estendiam seu território até a antiga Índia, talvez até o vale do rio Indo, no atual Paquistão.
De província sassânida, Coração passou a ser uma província árabe após a conquista da região pela dinastia omíada em 651-652. No século VIII, a região foi o centro de uma exitosa revolta contra os omíadas, liderada por Abu Muslim, que foi um passo na conquista do poder do califado pela dinastia abássida. Nos séculos seguintes, Coração foi incorporada a vários reinos da Ásia Central como os safáridas, samânidas, gasnévidas, seljúcidas, corásmios, gúridas e timúridas.
Em 1881, definiram-se as fronteiras de Coração como província a leste do Irã moderno. Essa grande província foi, em 2004, subdividida em três: Coração do Norte, Coração do Sul e Coração Razavi.